# Садеги, Мохаммад
Мохаммад Садеги (перс. محمد صادقی‎; род. 16 марта 1952 или 16 марта 1951, Ахваз) — иранский футболист, полузащитник.

## Карьера

### Клубная карьера
Во взрослом футболе дебютировал в 1971 году в столичном клубе ПАС, где отыграл следующие семь сезонов своей игровой карьеры. В 1978 году перешёл в «Персеполис», где провёл два сезона и в 1980 году вошёл в состав команды клуба «Шахин». Завершил карьеру футболиста в 1986 году.

### Карьера в сборной
В 1972 году дебютировал в официальных матчах в составе национальной сборной Ирана. В том же году вместе с командой выступал на футбольном турнире летних Олимпийских игр в Мюнхене.
В 1974 году команде удалось одержать победу на футбольном турнире летних Азиатских игр, а в 1976 году Садеги с командой победили в финале Кубка Азии. В 1978 году входил в состав сборной, выступавшей на чемпионате мира в Аргентине.
Всего в составе сборной принял участие в 38 матчах, забив четыре гола.